# Theodor Hentschel
Eduard Theodor Hentschel (* 28. März 1830 in Schirgiswalde; † 19. Dezember 1892 in Hamburg) war ein deutscher Komponist und Dirigent.

Theodor Hentschel

## Leben
Theodor Hentschel war der älteste Sohn von Theresia Hentschel, geb. Tammer und des Kaufmanns Bernhard Hentschel. Als neunjähriger ging Hentschel zu den Dresdner Kapellknaben. Hier, am Kapellknaben-Institut der katholischen Hofkirche zu Dresden, war er Altsolist unter Anleitung von Angelo Cicarelli. Im Alter von 20 Jahren studierte Hentschel drei Jahre lang am Konservatorium in Prag, wo er in ärmlichen Verhältnissen leben musste. 1839 schloss sein Vater eine zweite Ehe mit Veronika Frost, nachdem Hentschels Mutter gestorben war. Aus dieser Ehe gingen 12 Kinder hervor. Am 10. Juni 1851 heiratete Theodor Hentschel. Seine Frau Pauline brachte Vermögen mit in die Ehe. Das Paar bekam zwei Töchter und zwei Söhne.
In der Saison 1855/56 wirkte Hentschel als Operndirigent in Halle an der Saale. Im Jahr darauf wurde er Musik- und Chordirigent am Leipziger Theater, wo 1857 seine erste Oper Matrose und Sänger uraufgeführt wurde. Zudem übernahm er die Rolle des Dirigenten für den ersten Chor der Stadt, Euterpe.
Im Jahre 1860 ging Hentschel als Kapellmeister für die folgenden 30 Jahre nach Bremen. 1890 wechselte er an das Hamburger Stadttheater, wo er bis zu seinem Tod als 1. Kapellmeister tätig war. Er war einer der führenden Verfechter von Richard Wagners Musik in Norddeutschland und lud Wagner ein, an der Premiere der Meistersinger von Nürnberg in Bremen teilzunehmen.
Theodor Hentschel starb im Alter von 62 Jahren an einer Lungenentzündung.

## Werkauswahl
- Die Frühlingsnacht (Chorwerk)
- Matrose und Sänger (Oper, UA 1857)
- Der Königspage (Oper, 1874)
- Die schöne Melusine (Oper, 1875)
- Lancelot (Oper, 1878)
- Des Königs Schwert (Oper, UA 1891)
- Ouvertüre für großes Orchester
- Messe für Männerstimmen
- Die Frühlingsnacht (Chorwerk)